# In&Out - Niente di serio
In&Out - Niente di serio è un programma televisivo italiano comico e satirico, in onda in simulcast su TV8 e Sky Uno dal 16 giugno 2025.

## Il programma
Il programma si basa su un cast corale di comici che comprende Francesco De Carlo, Edoardo Ferrario, Michela Giraud, Valerio Lundini, Saverio Raimondo, Stefano Rapone, Daniele Tinti, Martina Catuzzi e Monir Ghassem.
Il format è caratterizzato dall'assenza di un conduttore fisso  e si basa sull'alternanza di monologhi, sketch corali, improvvisazioni e numeri musicali, creando un flusso continuo tra ciò che accade dal vivo e ciò che viene visto sullo schermo.
I numeri musicali sono supportati da i VazzaNikki e da i TU, con Frances Ascione, Chiara Calderale e Tahnee Rodriguez in veste di coriste. Sono inoltre presenze ricorrenti negli sketch i comici Nicola Pistoia, Tommaso Faoro, Fabrizio Colica, Claudio Colica, Guia Scognamiglio, Daniele Fabbri e Danilo Da Fiumicino.
Il titolo del programma fa riferimento alla messa in scena sul palco, in cui i comici entrano da una porta girevole ("In") e escono da un'altra ("Out").

## Produzione
Il programma è prodotto da Stand by Me. Le riprese si svolgono presso l'Auditorium Massimo di Roma.
La sigla del programma è scritta da Rocco Tanica.

## Accoglienza
Il programma ha ricevuto recensioni positive dalla critica televisiva italiana. Beatrice Dondi su L'Espresso ha definito il programma "serissimo" nonostante il sottotitolo, descrivendolo come "un varco tra le ordinarie ragnatele quotidiane" e sottolineando come rappresenti "un respiro d'intelligenza a rinfrescare la prematura afa estiva". Aldo Grasso, critico del Corriere della Sera, ha elogiato il format, lodando in particolare l'amalgama tra i diversi comici. Ha inoltre sottolineato come i comici abbiano "smesso (per una volta?) di credersi stand-up comedian", a suo parere "un genere di umorismo che non ci appartiene". Irene Natali, su Mowmag ha invece notato come la forza del programma derivi proprio dall'influenza della stand-up comedy, citando in particolare come modelli Saturday Night Live, i "roast d'oltreoceano", gli speciali di Netflix, e l'italiano Boris.

## Edizioni
| Edizione | Inizio         | Fine           | Puntate | Media telespettatori | Media share |
| -------- | -------------- | -------------- | ------- | -------------------- | ----------- |
| 1ª       | 16 giugno 2025 | 21 luglio 2025 | 6       | 272 300              | 1.9%        |

## Puntate e ascolti
Le tabelle comprendono il solo dato di TV8. 

### Prima edizione
| Puntata | Messa in onda  | Ascolti        | Ascolti | Ascolti | Ospiti e Guest Star                                                                                                |
| Puntata | Messa in onda  | Telespettatori | Share   | Fonte   | Ospiti e Guest Star                                                                                                |
| ------- | -------------- | -------------- | ------- | ------- | --- |
| 1       | 16 giugno 2025 | 347 000        | 2.2%    | [ 8 ]   | Alessandro Borghi, Roberto Gualtieri, Francesco Pannofino, Matteo Branciamore, Pietro Sermonti, Michelangelo Opara |
| 2       | 23 giugno 2025 | 296 000        | 1.9%    | [ 9 ]   | Claudia Pandolfi, Frank Matano                                                                                     |
| 3       | 30 giugno 2025 | 243 000        | 1.7%    | [ 10 ]  | Noemi, Alvaro Vitali, Pablo Trincia, Paolo Nizza, Ruggero de I Timidi                                              |
| 4       | 7 luglio 2025  | 256 000        | 1.8%    | [ 11 ]  | Motta, Carolina Crescentini, Fabio Caressa, Frank Matano                                                           |
| 5       | 14 luglio 2025 | 252 000        | 1.8%    | [ 12 ]  | Elio, Antonino Tamburello, Margherita Perla                                                                        |
| 6       | 21 luglio 2025 | 240 000        | 1.7%    | [ 13 ]  | Paolo Calabresi, Paola Barale, Alessio Viola, Marta Filippi, Pablo Trincia                                         |